# 제이슨 뮤스
제이슨 뮤스(Jason Mewes, 1974년 6월 12일 ~ )는 미국의 배우, 희극인, 영화 제작자, 팟캐스터이다. 오랜 친구이기도 케빈 스미스가 창조한 가공 세계관 뷰 어스큐니버스에 단골 출연하는 2인조 제이 앤드 사일런트 밥에서 제이를 맡고 있다.

## 작품 목록

### 영화 출연

#### 제이 역
- 점원들 (1994)
  - 점원들 2 (2006)
  - Shooting Clerks (미정)
- 몰래츠 (1995)
- 체이싱 아미 (1997)
- 도그마 (1999)
- 스크림 3 (2000)
- 제이 앤 사일런트 밥 (2001)
  - 제이 앤 사일런트 밥 리부트 (2019)

#### 그 외
- Tail Lights Fade (1999)
- 벌거 (2000)
- 피스트 (2005)
- 트리퍼 (2006)
- Jack's Law (2006)
- High Hopes (2006)
- National Lampoon's TV: The Movie (2006)
- Netherbeast Incorporated (2007)
- 잭 앤 미리 포르노 만들기 (2008)
- 팬보이즈 (2009)
- 2 Dudes And A Dream (2009)
- Repo (2010)
- 라스트 갓파더 (2010)
- Shoot the Hero! (2010)
- Poolboy: Drowning Out the Fury (2011)
- K-11 (2012)
- Noobz (2012)
- Money Shot (2012)
- The Watermen (2012)
- The Newest Pledge (2012)
- 악녀: 더 킬러 (2015)
- 슈퍼 프렌즈 (2015) - 영어 더빙
- 요가 호저스 (2016)
- 시티 워: 익스트림 킬러 (2016, Vigilante Diaries)
- CarGo (2017) - 목소리

### 텔레비전 출연
- 데그라시: 더 넥스트 제너레이션 (2005)
- 하와이 파이브-0 (2015)
- 플래시 (2016-18)

### 영화 연출
- My Mom Is... (2012) - 단편